# Nachthemd

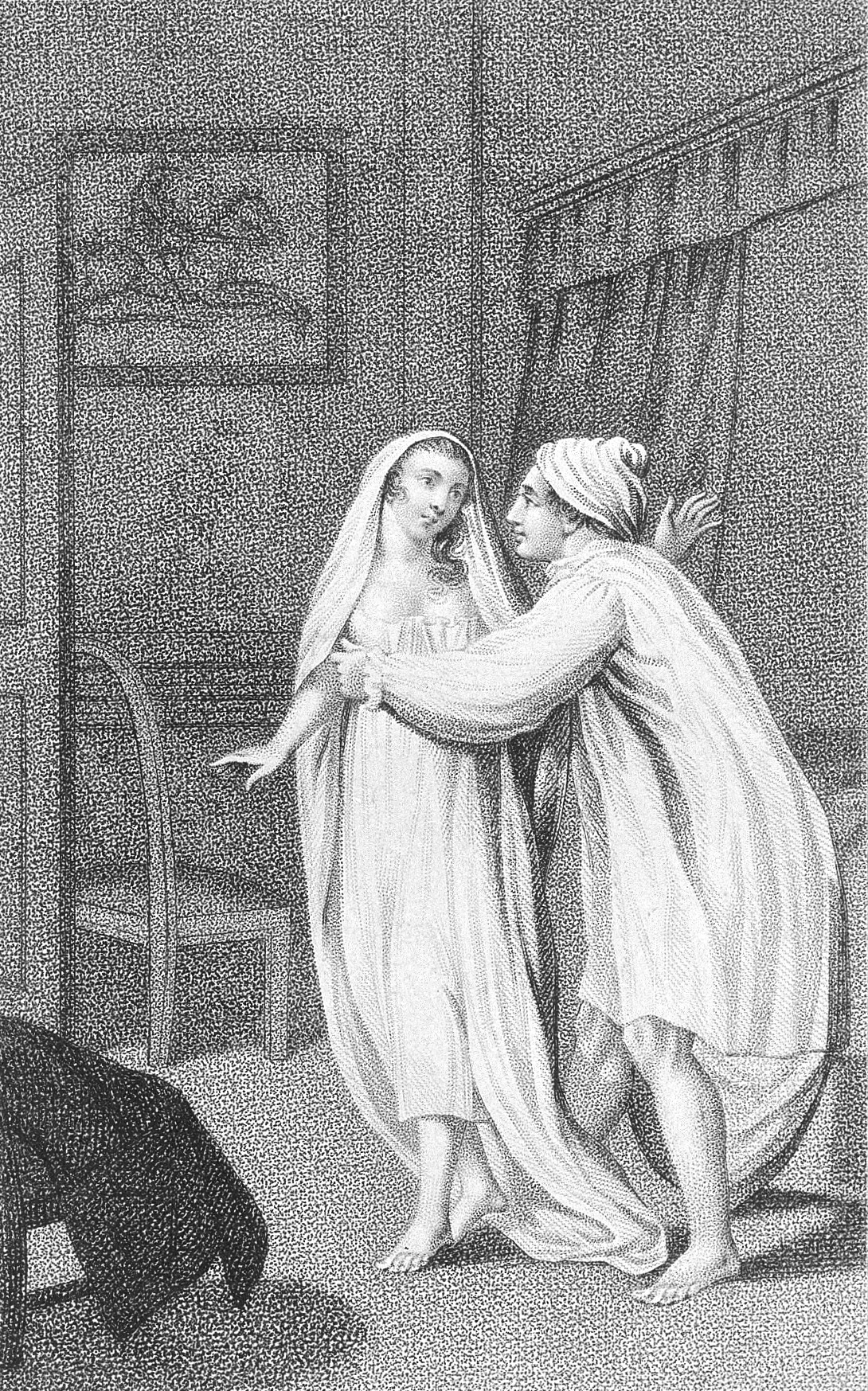
Herr und Dame im Nachthemd

Das Nachthemd ist ein weit geschnittenes, meist knielanges Hemd mit Ärmeln, oft aus Leinen oder Baumwolle, aber auch aus edlen Materialien wie Seide, das zum Schlafen getragen wird. Nachthemden wurden früher von Frauen wie von Männern gleichermaßen getragen, gegenwärtig sind sie bei Männern eher selten gebräuchlich, kamen jedoch nie ganz aus der Mode. Der Name Nightshirt ist für Männernachthemden auch verbreitet. Solche sehen einem Pyjamaoberteil sehr ähnlich, sind aber etwa knielang geschnitten.

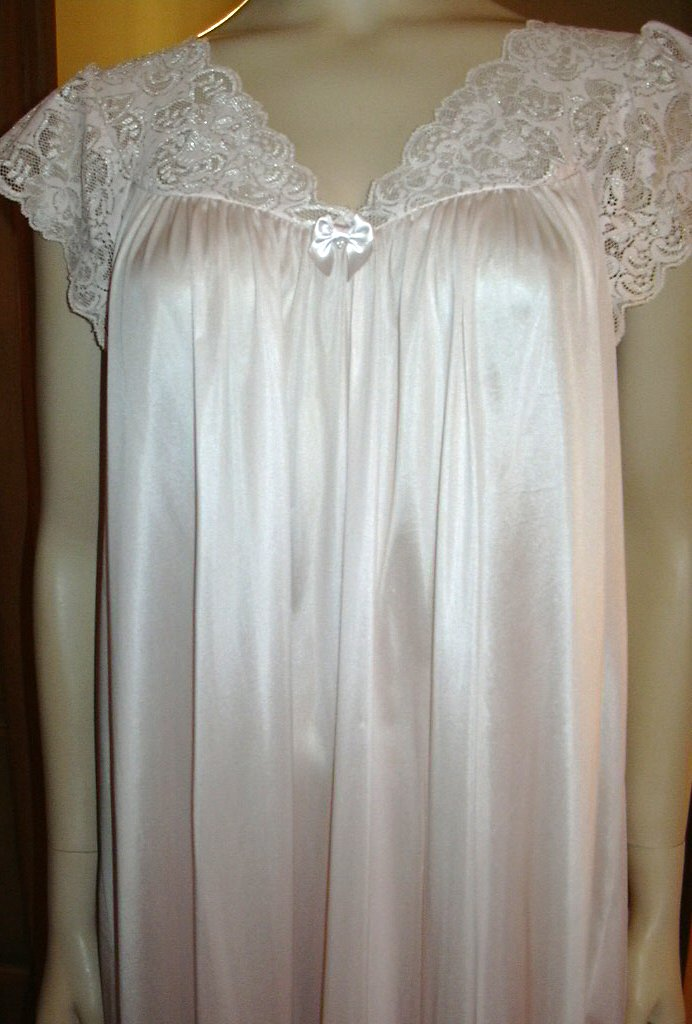
Seidennachthemd mit Spitzenbesatz

## Geschichte

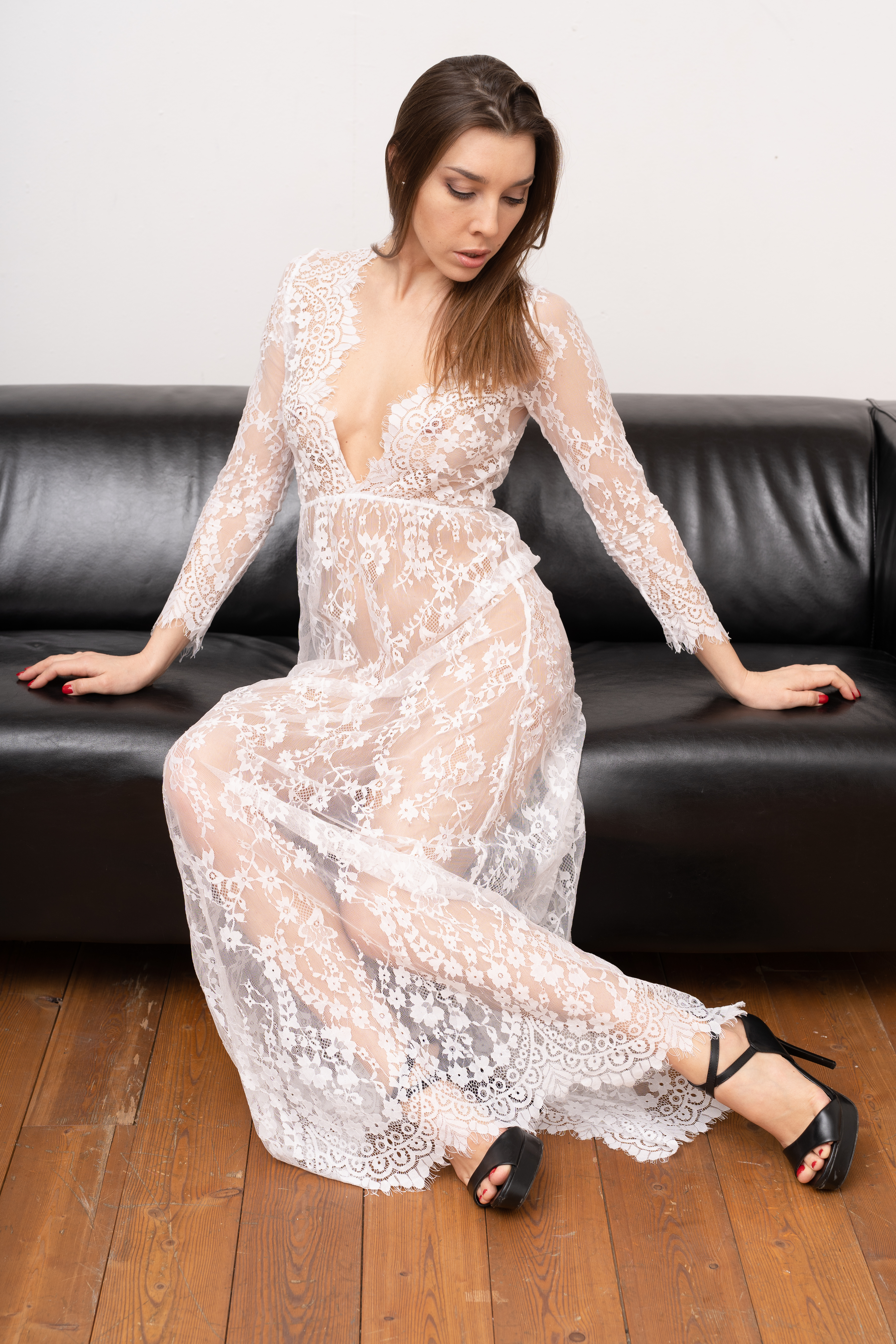
Negligé bzw. Nachthemd aus Spitze

Für Kranke und Wöchnerinnen gab es schon im 16. Jahrhundert weite Hemden aus weißem Leinen. Das erste Nachthemd wird um 1500 in Italien erwähnt. Danach wurde es von der gesamten europäischen Oberschicht übernommen und in Deutschland zunächst auch Herzschützer genannt. 
Etwa im 16. Jahrhundert entwickelte sich das Nachthemd als eigenständiges Teil der Garderobe – zunächst in der Oberschicht, wo man einen bequemen Kontrast zu den eng geschnürten Kleidern suchte, die tagsüber getragen wurden. Damalige Nachthemden waren weit geschnittene, knöchellange Kutten mit Knöpfen auf der Vorderseite und langen Ärmeln. Da die Schlafzimmer damals in der Regel ungeheizt und entsprechend kalt waren, sollte das Nachthemd außerdem warm halten und wurde deshalb oft aus Wolle oder Samt gefertigt und teilweise noch zusätzlich mit Pelz besetzt. Für rund 150 Jahre war die einfache Hemdbasis als Schnitt für beide Geschlechter identisch. Damennachthemden wurden jedoch zunehmend mit Spitzen, Bändern und Stickereien verziert.
Im 18. Jahrhundert kam für Frauen das Negligé (als elegantere Alternative zum Nachthemd) auf, ein eng anliegendes Kleid aus Seide oder Brokat, welches oft mit Spitzen oder Rüschen verziert war und auch als Hauskleid für den Aufenthalt in den eigenen Räumlichkeiten gedacht war. Etwa zeitgleich mit dem Negligé kam der Pyjama als legere Hauskleidung für Herren auf. 
Bis zum Ersten Weltkrieg verdrängte der Schlafanzug nach und nach das bis dahin übliche Herrennachthemd, welches bald als „unmännlich“ galt und zunehmend als altmodisch betrachtet wurde. Schlafanzüge für Damen wurden zunächst vereinzelt als Reisebekleidung für Schiffs- oder Eisenbahnreisen angeboten. Die Auswahl an Pyjamamodellen für Frauen wurde ab den 1920er-Jahren immer größer und umfasste luxuriös gestaltete dreiteilige Pyjamagarnituren, bei denen eine Art Jäckchen oder Mantel (lang oder kurz, mit oder ohne Ärmeln) den eigentlichen Anzug ergänzte.